# Legion Viriato
Die portugiesische Legion Viriato kämpfte während des Spanischen Bürgerkrieges auf der Seite der Nationalisten gegen die spanische Republik. Die Legion wurde nach Viriathus, einem keltiberischen Stammesführer der Lusitaner, benannt.
Als in Spanien 1936 der Bürgerkrieg ausbrach, unterstützte der portugiesische Estado Novo den Militärputsch. Zudem erfolgte die Versorgung der spanischen Putschisten mit Kriegsmaterial über Portugal. Bereits in den ersten Wochen des Spanischen Bürgerkrieges sollte eine Truppe, die Legion Viriato, aufgestellt werden und nach Spanien entsandt werden. Nach pro-republikanischen Unruhen in Portugal beschloss die Regierung Salazar, Abstand von einem direkten Eingriff auf das Kriegsgeschehen zu nehmen. Bevor überhaupt eine Mitgliederwerbung für die Legion stattfinden konnte, wurde diese aufgelöst. Unter dem Deckmantel der Neutralität autorisierte die portugiesische Regierung die Rekrutierung von Freiwilligen für die Spanische Legion. Portugiesische Freiwillige, die durch eine groß angelegte Öffentlichkeitskampagne angeworben wurden und für die spanischen Nationalisten kämpften, wurden deshalb als Viriatos bezeichnet. Bis zu 12.000 portugiesische Freiwillige kämpften während des Krieges auf Seiten Francos. Während des Spanischen Bürgerkrieges gab es nie eine autonome portugiesische Kommandostruktur. Bei der Siegesparade Francos in Madrid am 19. Mai 1939 bildete die portugiesische Legion Viriato mit der deutschen Legion Condor die Nachhut.